# Genu valgo
El genu valgo es una deformidad  caracterizada porque el muslo y la pierna se encuentran desviados, en el plano frontal, de tal manera que forman un ángulo hacia afuera en el eje diafisario femoro-tibial (el ángulo que va desde la cresta ilíaca antero-superior, pasando por la rótula hasta el tobillo). Cuando el individuo está de pie, las rodillas se aproximan hacia la línea media, es decir, los talones de los pies están separados y las rodillas juntas. De la persona que sufre esta deformidad se dice que es zambo, zámbigo, o patizambo.

## Causas
De etiología múltiple:
- Secuelas de artritis
- Fracturas
- Lesiones paralíticas
- Contracturas musculares

Las formas más frecuentes son:
- El genu valgo raquítico
- El genu valgo del adolescente

## Clasificación
Se separan en dos grandes grupos:

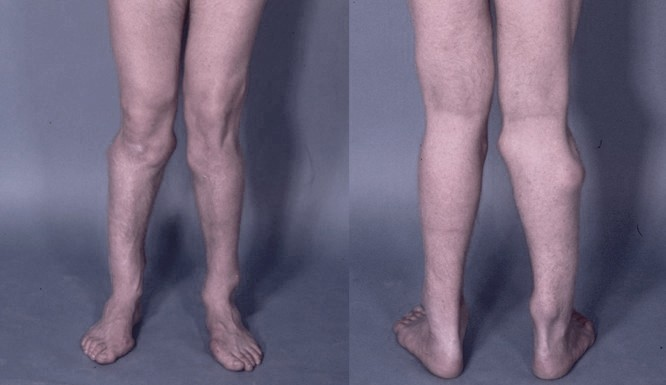

- El genu valgo muscular, que se corrige, caracterizado por un aumento dentro del espacio intermaleolar.
- El genu valgo óseo, no reductible, entre el fémur y la tibia.

Su aparición puede ser durante la infancia, entre los 2 y 3 años de edad a propósito del inicio de la marcha o en la adolescencia en particular en varones altos con pie plano.

## Tratamiento
- Cuando el Genu valgo es leve no se aplica tratamiento.
- Genu valgo moderado se usan plantillas con una cuña interna aprox de 5 mm a 7 mm
- En Genu valgo acentuado se puede recurrir a una ortesis nocturna para intentar corregir la deformidad sin tener que recurrir al tratamiento quirúrgico.
- Cuando el Genu valgo es grave se recurre al tratamiento quirúrgico.

En jóvenes, se fija la placa de crecimiento, pero solo la mitad (hemiepifisiodesis) y en adultos se realiza una osteotomía en cuña.